# Pultenaea spinulosa
Pultenaea spinulosa är en ärtväxtart som först beskrevs av Porphir Kiril Nicolai Stepanowitsch Turczaninow, och fick sitt nu gällande namn av George Bentham. Pultenaea spinulosa ingår i släktet Pultenaea och familjen ärtväxter. Inga underarter finns listade i Catalogue of Life.